# Fouju
Fouju est une commune française située dans le département de Seine-et-Marne en région Île-de-France.

## Géographie

### Localisation
La commune est située à environ 21,5 kilomètres par la route, à l’est de Nangis.

### Communes limitrophes
Les communes limitrophes sont Andrezel, Champeaux, Blandy, Moisenay, Crisenoy
| Crisenoy | Andrezel | Champeaux |
| Crisenoy | Fouju    | Champeaux |
| Crisenoy | Moisenay | Blandy    |

### Géologie et relief
L'altitude de la commune varie de 84 mètres à 99 mètres pour le point le plus haut, le centre du bourg se situant à environ 95 mètres d'altitude (mairie). Elle est classée en zone de sismicité 1, correspondant à une sismicité très faible.

### Hydrographie

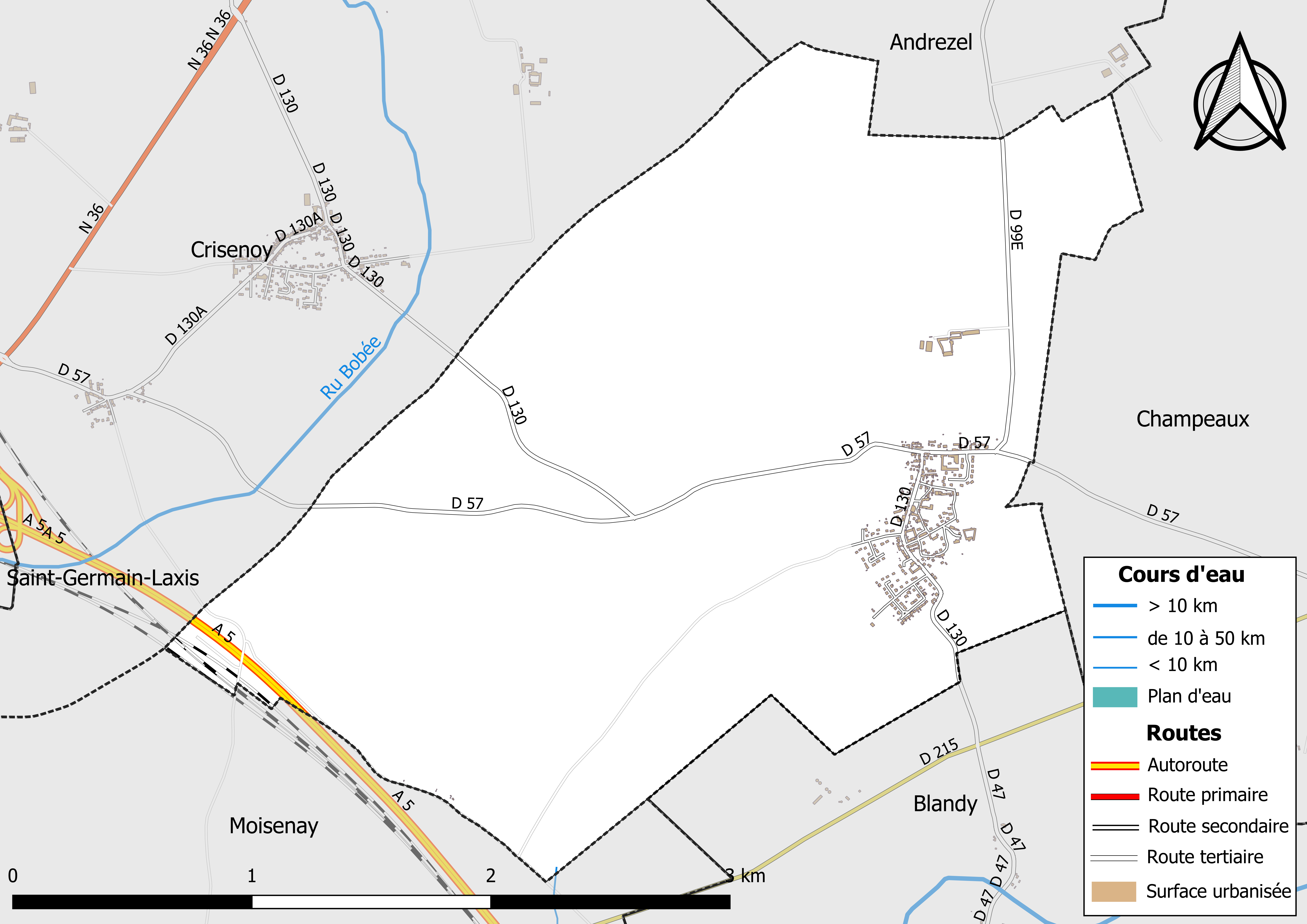
Carte des réseaux hydrographique et routier de Fouju.

Le réseau hydrographique de Fouju se compose d’un seul cours d'eau référencé : le fossé 01 de Beaumont, canal de 1,34 km, qui se jette dans l'Almont.
Sa longueur totale sur la commune est de 20 mètres.

### Climat
Pour des articles plus généraux, voir Climat de l'Île-de-France et Climat de Seine-et-Marne.
En 2010, le climat de la commune est de type climat océanique dégradé des plaines du Centre et du Nord, selon une étude du CNRS s'appuyant sur une série de données couvrant la période 1971-2000. En 2020, Météo-France publie une typologie des climats de la France métropolitaine dans laquelle la commune est exposée à un climat océanique altéré et est dans la région climatique Nord-est du bassin Parisien, caractérisée par un ensoleillement médiocre, une pluviométrie moyenne régulièrement répartie au cours de l’année et un hiver froid (3 °C).
Pour la période 1971-2000, la température annuelle moyenne est de 11 °C, avec une amplitude thermique annuelle de 15,3 °C. Le cumul annuel moyen de précipitations est de 705 mm, avec 10,8 jours de précipitations en janvier et 7,8 jours en juillet. Pour la période 1991-2020, la température moyenne annuelle observée sur la station météorologique la plus proche, située sur la commune de Montereau-sur-le-Jard à 8 km à vol d'oiseau, est de 11,6 °C et le cumul annuel moyen de précipitations est de 657,9 mm,. Pour l'avenir, les paramètres climatiques de la commune estimés pour 2050 selon différents scénarios d'émission de gaz à effet de serre sont consultables sur un site dédié publié par Météo-France en novembre 2022.

### Milieux naturels et biodiversité
Aucun espace naturel présentant un intérêt patrimonial n'est recensé sur la commune dans l'inventaire national du patrimoine naturel,,.

## Urbanisme

### Typologie
Au 1er janvier 2024, Fouju est catégorisée commune rurale à habitat dispersé, selon la nouvelle grille communale de densité à sept niveaux définie par l'Insee en 2022.
Elle est située hors unité urbaine. Par ailleurs la commune fait partie de l'aire d'attraction de Paris, dont elle est une commune de la couronne,. Cette aire regroupe 1 929 communes,.

### Lieux-dits, écarts et quartiers
La commune compte 28 lieux-dits administratifs  répertoriés.
Au lieu-dit Blaisy était un fief qui appartenait à un chanoine et chantre de Champeaux, Simon de Blaisy. Il légua ses terres au chapitre, en 1426. Ce dernier les donna à bail aux familles de Compreny et d'Antoine Ribault notamment.
Au lieu-dit Villebelin était un autre fief, que la maison de Villebelin administra plusieurs siècles en payant ses dîmes au chapitre.

### Occupation des sols
L'occupation des sols de la commune, telle qu'elle ressort de la base de données européenne d’occupation biophysique des sols Corine Land Cover (CLC), est marquée par l'importance des territoires agricoles (91,5 % en 2018), une proportion identique à celle de 1990 (91,5 %). La répartition détaillée en 2018 est la suivante : 
terres arables (91,5 %), mines, décharges et chantiers (4,3 %), zones urbanisées (4,2 %).
Parallèlement, L'Institut Paris Région, agence d'urbanisme de la région Île-de-France, a mis en place un inventaire numérique de l'occupation du sol de l'Île-de-France, dénommé le MOS (Mode d'occupation du sol), actualisé régulièrement depuis sa première édition en 1982. Réalisé à partir de photos aériennes, le Mos distingue les espaces naturels, agricoles et forestiers mais aussi les espaces urbains (habitat, infrastructures, équipements, activités économiques, etc.) selon une classification pouvant aller jusqu'à 81 postes, différente de celle de Corine Land Cover,,. L'Institut met également à disposition des outils permettant de visualiser par photo aérienne l'évolution de l'occupation des sols de la commune entre 1949 et 2018.

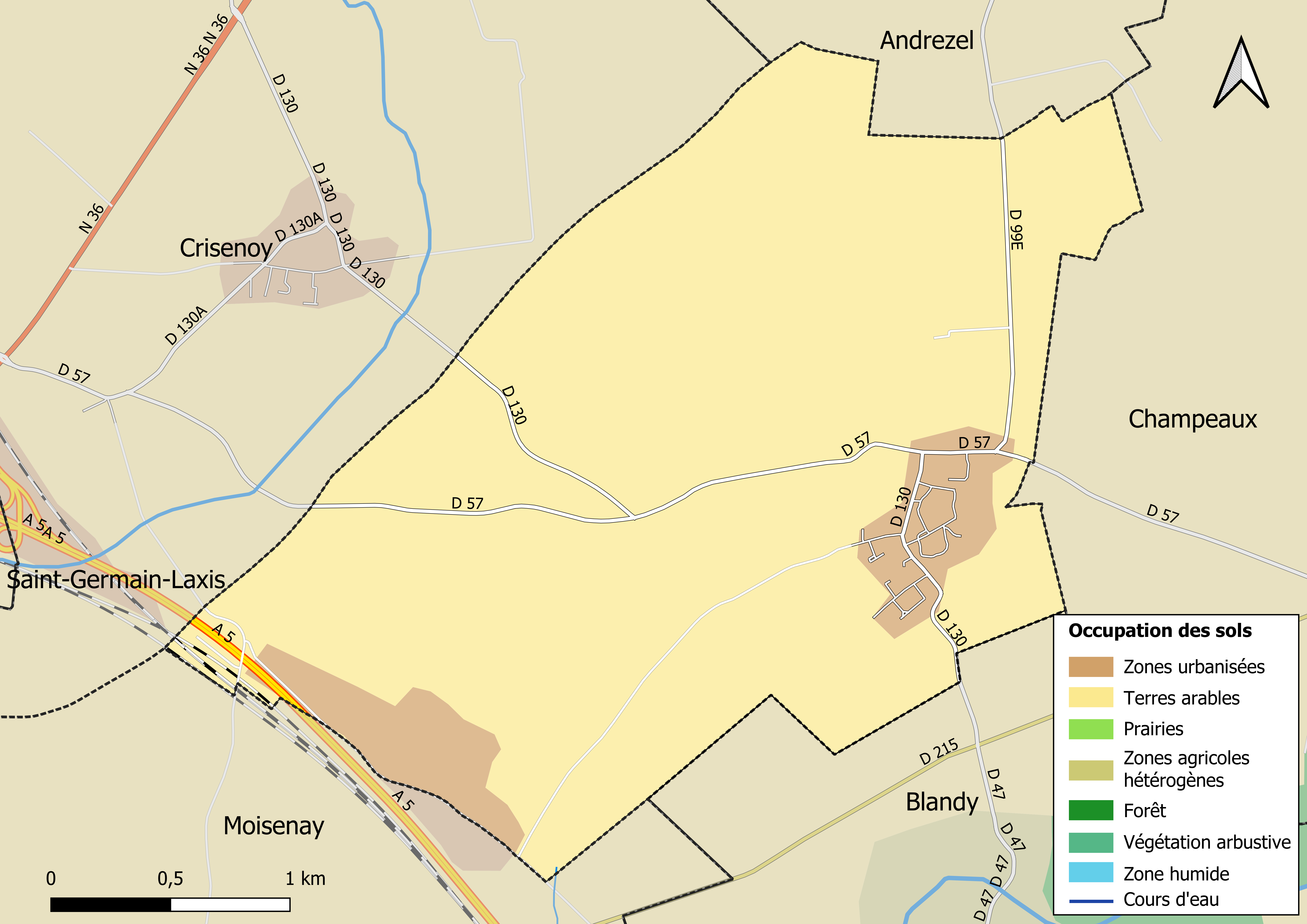
Carte des infrastructures et de l'occupation des sols en 2018 (CLC) de la commune.
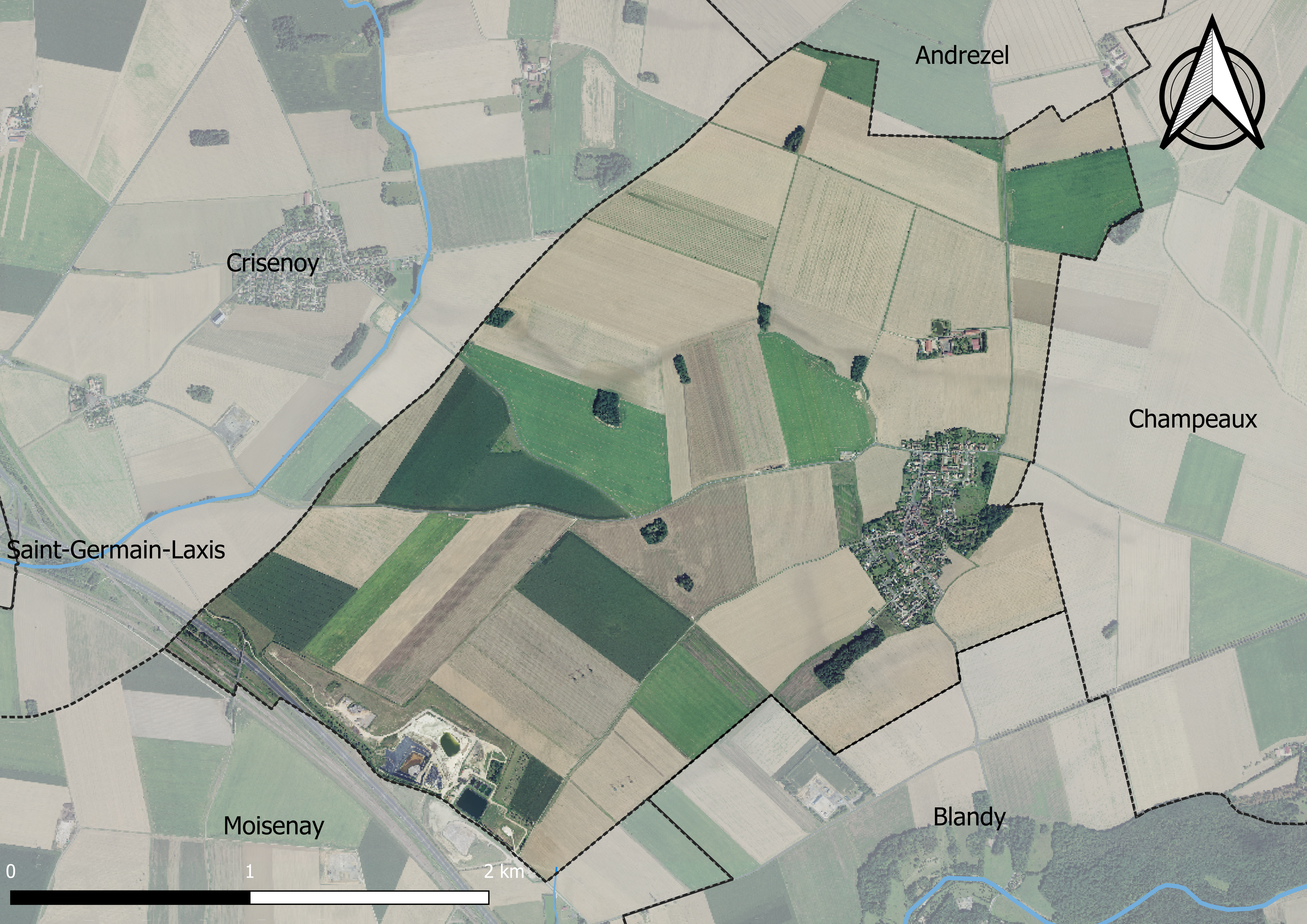
Carte orhophotogrammétrique de la commune.

### Planification
La commune disposait en 2019 d'un plan local d'urbanisme en révision. Le zonage réglementaire et le règlement associé peuvent être consultés sur le Géoportail de l'urbanisme.

### Logement
En 2016, le nombre total de logements dans la commune était de 
225 dont 99,1 % de maisons et 0,9 % d’appartements.
Parmi ces logements, 93,8 % étaient des résidences principales, 1,5 % des résidences secondaires et 4,8 % des logements vacants.
La part des ménages fiscaux propriétaires de leur résidence principale s’élevait à 91 % contre 8,1 % de locataires et 1 % logés gratuitement,.

### Voies de communication et transports

#### Voies de communication
La commune est proche de l'autoroute A5 (échangeur no 15 Saint Germain-Laxis à environ 4 km).

#### Transports
La gare SNCF la plus proche est  la Gare de Verneuil-l'Étang, située à environ 9,5 kilomètres. Elle est desservie par les trains de la ligne P du Transilien.

## Toponymie
Fouju était à son origine qu’un hameau de la paroisse de Champeaux.
Le nom de la localité est mentionné sous les formes Major de Fajuleio en 1171 ; Fougueh en 1209 ; Villa de Foiocio en 1221 ; Apud Foiuch en 1224 ; Fojucium au XIIIe siècle (Pierre tombale à Champeaux) ; La ville de Fouju en 1501 ; Fojuch lez Champeaux en Brie en 1502 ; Ecclesia de Foujuchiis en 1525 ; Fojeu en 1539 ; Foujue en 1642 ; Foujut et Foujeu en 1669 ; Foujoue Vicomptesse en 1696.

## Histoire
La seigneurie et terre de Fouju (Foujucium) dépendait du chapitre de la collégiale de Champeaux.
En 1789, Fouju, est un hameau de la commune de Champeaux, il n’est éloigné de ce bourg que d’une demi-lieue du côté du couchant.
Il paraît que l’église de Fouju avait été comme une seconde paroisse de Champeaux, laquelle fut desservie par le clergé de ce lieu jusqu’à ce que Guillaume d'Auvergne, évêque de Paris, la détachât tout à fait de Champeaux quoique pour rester toujours à la présentation du Chapitre. Cet évêque ajoute dans la Charte de cette distraction donnée en 1242, que le logis qu’avait à Champeaux le prêtre destiné pour la desserte de Fouju appartiendrait au même chapitre et qu’il y aurait des fonts et des saintes huiles sans que par la suite les habitants fussent obligés de recourir à Champeaux.
Toujours est-il certain par la bulle d’Innocent III d’environ l’an 1130 et par le catalogue des églises dépendantes de Champeaux en 1212 qu’il n’y avait point alors d’église à Fouju.
Au reste le bâtiment du chœur de cette église, d’une médiocre grandeur est du XIIIe siècle comme l’indique son architecture et quelques vitrages ce qui s’accorde avec la charte de l’an 1242.
Mais il peut n’avoir été construit qu’à la fin de ce siècle en place de celui qui aurait existé du temps de Saint Louis.
L’église accompagnée d’une tour avait autrefois une grosse et nombreuse sonnerie.
Il n’y a aucune tombe du XIIIe siècle à moins qu’on ne donne à ce siècle cette inscription d’une tombe qui contenait ces termes
Fouju
Histoire locale
1° Avant 1789
Chapitre 1er
L’église accompagnée d’une tour avait autrefois une grosse et nombreuse sonnerie.
Il n’y a aucune tombe du XIIIe siècle à moins qu’on ne donne à ce siècle cette inscription d’une tombe qui contenait ces termes
Cy gist Mons Sire Briart
Chevalier, Conseiller du Roy notre
Sire qui trépassa l’an de grâce
MCCC….
Autres Cy Gist Madame Jehanne
De Quincy Femme jadis Monsr
Siroy Briart, Chevalier, Conseiller
du Roy notre Sire,
qui trépassa l’an de grâce
MCCCXLIII
Le dernier jour de Mars.
On y voyait encore mieux une autre tombe de la même famille de Briart, vêtu de long, lequel avait à ses pieds quatre fils, vêtus aussi de long et étendus de leur longueur
On n’y pouvait lire autre chose, sinon ces mots :
Jehannette, sa femme…..
L’un des deux écussons était….. en deux bandes, dans l’autre était un lion grimpant.
Il y avait aussi en ce lieu l’épitaphe de Nicolas de Durand, écuyer Sr de Vilbin, décédé en 1632.
Sainte Marie Madeleine est patronne de cette église.
Le jour de sa fête, le Chapitre de Champeaux y allait officier suivant qu’il avait été réglé par arrêt.
Dans le pouillé parisien du XVe siècle, le curé de Fouuchus était marqué avoir 15 livres de revenu.
Dans des prescriptions annotées le 3 octobre 1481 sur la présentation du Chapitre, il était spécifié qu'elle avait été faite directement à l’évêque.
Abaque representatione…Archidiacum
À l’égard du nombre de feux qui composaient le village de Fouju en 1709 et en 1745, le démembrement de l’élection de Melun, le marquait à 35 (aujourd’hui 276 habitants).
Ce fut dans le cours du XIIIe siècle que le Chapitre de Champeaux fit l’acquisition des dixmes de Fouju. D’abord la moitié en 1245 d’Henry, prêtre de Boissise Bertin, d’Isabelle fille de Marie de Primilcio et de Mathieu et Simon ses enfants.
L’autre moitié en 1249 de Simon de Jumelles, archidiacre de Blois en l’église de Chartres qu’il avait acheté d’Ermesinde de Mevoisin ainsi que le certifièrent Jean de Lungny et son frère, écuyer, fils d’Odon de Longny, et Henry, seigneur et curé de Grigny.
Il y avait sur la paroisse de Fouju, un fief dit Vileblin (Villeblin) qui appartenait à l’église de Champeaux, au moins dès le commencement du même siècle puisque l’évêque de Paris, Eudes de Sully en partagea en 1208 les mêmes dixmes entre le prévôt et le Chapitre. Vers le milieu de ce siècle, Aubert, Seigneur d’Andrezel et Jeanne sa femme s’étaient emparés de ce fief, mais ils en firent la restitution en 1285, dans le temps de leur vieillesse.
Il avait avant la Révolution, un château qui était détaché du village et situé au nord est.
Le possesseur devait foi et hommage au Chapitre de Champeaux et promettre qu’on baisserait le pont-levis pour que les chanoines y entrent.
L’affiche de ce fief faite en 1748 fait mention de ce pont-levis, ajoutant qu’il n’a point de justice ni de censive, ni droit de chasse, mais seulement que le possesseur à un banc distingué dans l’Église et droit de recevoir le pain bénit après le seigneur patron de la paroisse.
Simon de Chambly, chanoine et chantre de Champeaux, avait laissé au Chapitre, sa maison de la Tournelle et ses dépendances sises dans Fouju, même en roture. Le Chapitre l’a vendu en 1246 à Jean de Blézy qui l’érigea en fief, avec.son hôtel de Blézy, situé sur la même paroisse à la charge d’en payer la dixme, de cent huit gerbes.
Blézy avait un parc dont une partie subsiste encore.
Sur l’emplacement de cet hôtel a été établie une ferme qui est aujourd’hui encore complètement entourée de fossés larges de dix à douze mètres.
Ce lieu de Fouju figure avec distinction sur une tombe de la Collégiale, pour avoir donné naissance à un nommé Estienne qui paraît selon la tenue de son épitaphe avoir été un saint homme et versé dans la jurisprudence.
Cette inscription qui est en capitales du XIIIe siècle commence ainsi :
Foujucii lumen pietatis gemma etc.
Villeblain, seul écart de cette commune est maintenant une ferme importante.
Elle renfermait vers 1830 une jolie maison bourgeoise attenante et un parc de 7 ou 8 arpents.
Essais historiques par Michelin 1831
Monographie de l'instituteur : L Mouteau (extrait de la monographie en ligne des archives de Seine-et-Marne)

## Politique et administration
| Période                                  | Période  | Identité             | Étiquette | Qualité                                                                                                |
| ---------------------------------------- | -------- | -------------------- | --------- | --- |
| Les données manquantes sont à compléter. |          |                      |           | |
| 1942                                     | 1944     | Maurice Gibert       |           | Agriculteur, Président du comité départemental des céréales Administrateur de l'office national du blé |
| 1989                                     | 2014     | Jean-Pierre Biaggini | PS        | Chef de service éducatif                                                                               |
| 2014                                     | 2020     | Michel Decraene      |           | Chargé de missions                                                                                     |
| 2020                                     | En cours | Jonathan Wochenmayer |           | |

## Équipements et services

### Eau et assainissement
L’organisation de la distribution de l’eau potable, de la collecte et du traitement des eaux usées et pluviales relève des communes. La loi NOTRe de 2015 a accru le rôle des EPCI à fiscalité propre en leur transférant cette compétence. Ce transfert devait en principe être effectif au 1er janvier 2020, mais la loi Ferrand-Fesneau du 3 août 2018 a introduit la possibilité d’un report de ce transfert au 1er janvier 2026,.

#### Assainissement des eaux usées
En 2020, la gestion du service d'assainissement collectif de la commune de Fouju est assurée par la communauté de communes Brie des Rivières et Châteaux (CCBRC) pour la collecte, le transport et la dépollution. Ce service est géré en délégation par une entreprise privée, dont le contrat arrive à échéance le 5 juillet 2025,,.
L’assainissement non collectif (ANC) désigne les installations individuelles de traitement des eaux domestiques qui ne sont pas desservies par un réseau public de collecte des eaux usées et qui doivent en conséquence traiter elles-mêmes leurs eaux usées avant de les rejeter dans le milieu naturel. La communauté de communes Brie des Rivières et Châteaux (CCBRC) assure pour le compte de la commune le service public d'assainissement non collectif (SPANC), qui a pour mission de vérifier la bonne exécution des travaux de réalisation et de réhabilitation, ainsi que le bon fonctionnement et l’entretien des installations,.

#### Eau potable
En 2020, l'alimentation en eau potable est assurée par la communauté de communes Brie des Rivières et Châteaux (CCBRC) qui en a délégué la gestion à l'entreprise Veolia, dont le contrat expire le 31 décembre 2025,.

## Population et société
L'évolution du nombre d'habitants est connue à travers les recensements de la population effectués dans la commune depuis 1793. Pour les communes de moins de 10 000 habitants, une enquête de recensement portant sur toute la population est réalisée tous les cinq ans, les populations de référence des années intermédiaires étant quant à elles estimées par interpolation ou extrapolation. Pour la commune, le premier recensement exhaustif entrant dans le cadre du nouveau dispositif a été réalisé en 2007.

En 2022, la commune comptait 631 habitants, en évolution de +9,17 % par rapport à 2016 (Seine-et-Marne : +3,92 %, France hors Mayotte : +2,11 %).
| 1793 | 1800 | 1806 | 1821 | 1831 | 1836 | 1841 | 1846 | 1851 |
| ---- | ---- | ---- | ---- | ---- | ---- | ---- | ---- | ---- |
| 260  | 280  | 272  | 259  | 276  | 233  | 230  | 233  | 218  |

| 1856 | 1861 | 1866 | 1872 | 1876 | 1881 | 1886 | 1891 | 1896 |
| ---- | ---- | ---- | ---- | ---- | ---- | ---- | ---- | ---- |
| 239  | 243  | 251  | 278  | 260  | 274  | 276  | 246  | 240  |

| 1901 | 1906 | 1911 | 1921 | 1926 | 1931 | 1936 | 1946 | 1954 |
| ---- | ---- | ---- | ---- | ---- | ---- | ---- | ---- | ---- |
| 224  | 223  | 222  | 205  | 218  | 231  | 249  | 298  | 282  |

| 1962 | 1968 | 1975 | 1982 | 1990 | 1999 | 2006 | 2007 | 2012 |
| ---- | ---- | ---- | ---- | ---- | ---- | ---- | ---- | ---- |
| 260  | 271  | 274  | 357  | 551  | 523  | 489  | 484  | 579  |

| 2017 | 2022 | - | - | - | - | - | - | - |
| ---- | ---- | - | - | - | - | - | - | - |
| 575  | 631  | - | - | - | - | - | - | - |

## Économie

### Revenus de la population et fiscalité
En 2019, le nombre de ménages fiscaux de la commune était de 210, représentant 613 personnes et la  médiane du revenu disponible par unité de consommation  de 27 820 euros.

### Emploi
En 2018, le nombre total d’emplois dans la zone était de 61, occupant 280 actifs  résidants (dont 16,7 % dans la commune de résidence et 83,3 % dans une commune autre que la commune de résidence).
Le taux d'activité de la population (actifs ayant un emploi) âgée de 15 à 64 ans s'élevait à 73,2 % contre un taux de chômage de 3,4 %.
Les 23,4 % d’inactifs se répartissent de la façon suivante : 9,5 % d’étudiants et stagiaires non rémunérés, 8,5 % de retraités ou préretraités et 5,3 % pour les autres inactifs.

### Secteurs d'activité

#### Entreprises et commerces
Au 31 décembre 2019, le nombre d’unités légales et d’établissements (activités marchandes hors agriculture) par secteur d'activité était de 27 dont 5 dans la construction, 7 dans le commerce de gros et de détail, transports, hébergement et restauration, 2 dans l’Information et communication, 4 dans les activités immobilières, 3 dans les activités spécialisées, scientifiques et techniques et activités de services administratifs et de soutien, 1 dans l’administration publique, enseignement, santé humaine et action sociale et 5 étaient relatifs aux autres activités de services.
En 2020, 7 entreprises ont été créées sur le territoire de la commune, dont 6 individuelles.
Au 1er janvier 2021, la commune ne disposait pas d’hôtel et de terrain de camping.

#### Agriculture
Fouju est dans la petite région agricole dénommée la « Brie française », (ou Basse-Brie), une partie de la Brie autour de Brie-Comte-Robert. En 2010, l'orientation technico-économique de l'agriculture sur la commune est la culture de céréales et d'oléoprotéagineux (COP).
Si la productivité agricole de la Seine-et-Marne se situe dans le peloton de tête des départements français, le département enregistre un double phénomène de disparition des terres cultivables (près de 2 000 ha par an dans les années 1980, moins dans les années 2000) et de réduction d'environ 30 % du nombre d'agriculteurs dans les années 2010. Cette tendance n'est pas confirmée au niveau de la commune qui voit le nombre d'exploitations rester constant entre 1988 et 2010. Parallèlement, la taille de ces exploitations augmente, passant de 127 ha en 1988 à 182 ha en 2010.
Le tableau ci-dessous présente les principales caractéristiques des exploitations agricoles de Fouju, observées sur une période de 22 ans : 
|                                      | 1988 | 2000 | 2010 |
| ------------------------------------ | ---- | ---- | ---- |
| Dimension économique,                |      |      |      |
| Nombre d’exploitations (u)           | 5    | 4    | 5    |
| Travail (UTA)                        | 16   | 10   | 8    |
| Surface agricole utilisée (ha)       | 635  | 566  | 912  |
| Cultures                             |      |      |      |
| Terres labourables (ha)              | 634  | 566  | 912  |
| Céréales (ha)                        | 416  | 357  | 595  |
| dont blé tendre (ha)                 | 276  | 295  | 309  |
| dont maïs-grain et maïs-semence (ha) | 128  | s    | 83   |
| Tournesol (ha)                       | 0    |      |      |
| Colza et navette (ha)                | s    | s    | 177  |
| Élevage                              |      |      |      |
| Cheptel (UGBTA)                      | 0    | 0    | 0    |

## Culture locale et patrimoine

### Monuments et lieux remarquables
La commune ne compte pas de monument répertorié à l'inventaire des monuments historiques (Base Mérimée).

### Autres lieux et monuments

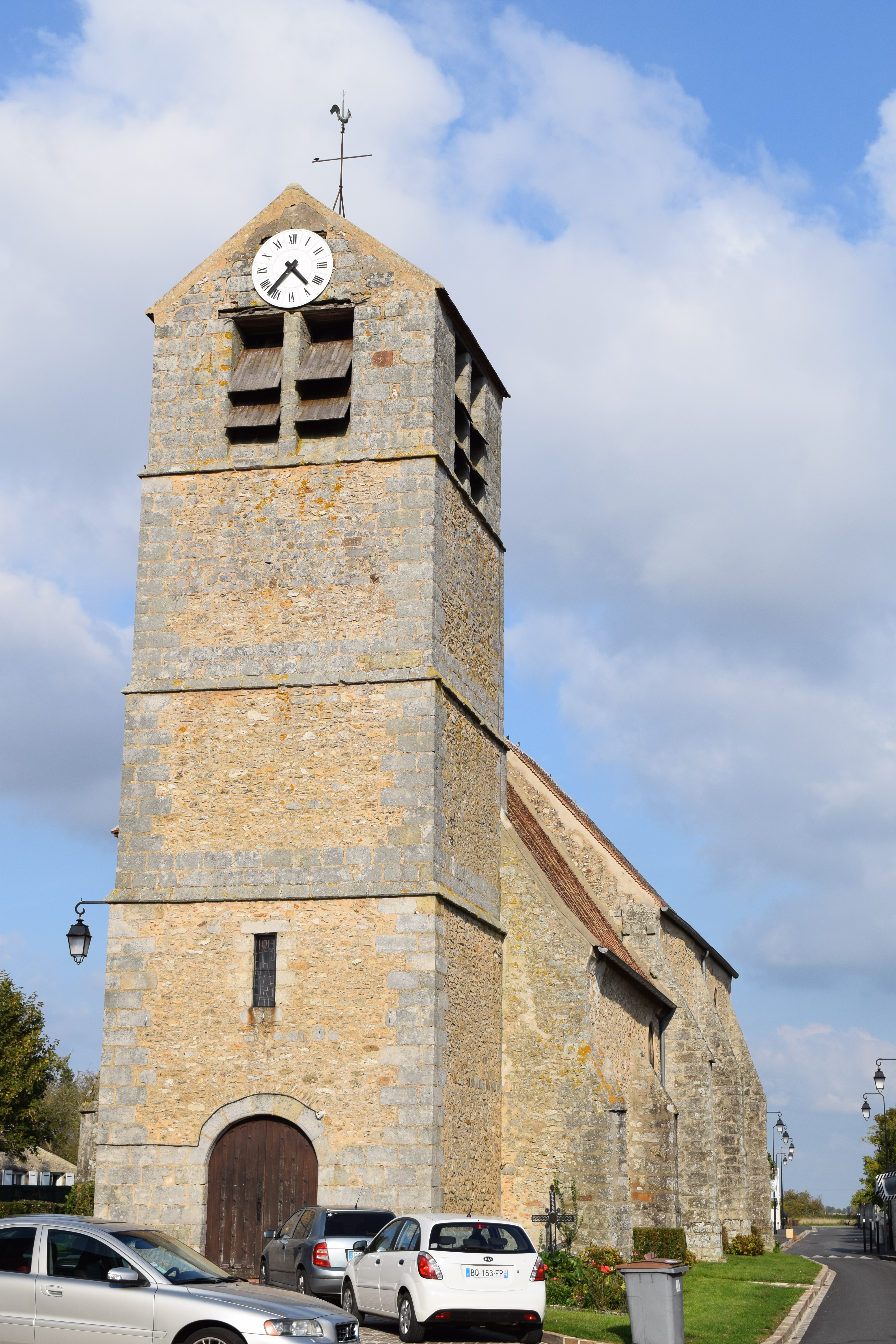
L'église Sainte-Marie-Madeleine de Fouju.

- Église Saint-Marie-Madeleine avec nef à charpente et poutres moulurées :

L'église, construite au XIIIe siècle, a été reconstruite en 1587. La date est sur un des piliers du chœur. La partie supérieure du clocher, menaçant ruine, fut abattue en 1810. Il existe une cloche qui remonte à 1614.
On relève, dans l'église cinq pierres tombales, du XIVe au  XVIIe siècle.
Le retable est sculpté de guirlandes et de fleurs avec un Père Eternel bénissant. –
Elle contient une vierge de bois du XVIe siècle, une statue de saint Jean du 16e également, un retable d'autel du XVIIe siècle, ainsi qu'une toile représentant une toile de l'Annonciation du XVIIe siècle et un bras-reliquaire de 1613.
L'église a été réunie à Champeaux pour le culte en 1808.
Sources : Histoire générale illustrée des départements... Seine-et-Marne...
Auteur : Pignard-Péguet, Maurice
Éditeur : A. Gout (Orléans)
Date d'édition : 1911
Type : monographie imprimée

### Personnalités liées à la commune
- Henri de Vilernes, écuyer, et son épouse demoiselle Alix.
- Christophe de Campremy, écuyer.
- Jean de Blaisy, écuyer, seigneur de Villecomte, a inféodé un hôtel sis sur Fouju (grange, colombier, bergeries, cour, étables, jardins et masures).
- Antoine Sayve, écuyer, seigneur du Pré lez Chartrettes (fief des Tournelles).
- Aubert, écuyer, sire d'Andrezel, et Jeanne, sa femme, du fief de Villeblin.
- N. Briart, conseiller du roi mort en 1343, et sa femme Jeanne de Quincy.

### Événements
Fête communale le deuxième dimanche de juin et fête patronale le 1er dimanche de juin.

### Héraldique
| Blason de Fouju | Blason  | Tiercé en pairle renversé : au 1er d'azur aux trois fleurs de lys d'or, au 2e d'or à l'oie au naturel, au 3e de gueules à la pompe à bras de pompier d'argent. |
| Blason de Fouju | Détails | Le statut officiel du blason reste à déterminer. |